# Super Pang
Super Pang (conocido en América como Super Buster Bros.) es un juego originalmente Arcade y que después fue publicado para Super Nintendo con unos niveles totalmente diferentes a los originales. Más tarde, para PlayStation, se publicaba Super Pang Collection en el que se incluía una versión más genuina (que no es del todo fiel) junto con su antecesor Pang o Pomping World y su sucesor Pang 3!. Ambas versiones para consolas caseras fueron obra de Capcom.
Este juego es la secuela del juego Pang, también para Arcade, desarrollado por Mitchell Corporation. Pese a que la versión Arcade permite jugar a dos jugadores simultáneamente, la versión para Super Nintendo sólo permite un jugador.

## Objetivo
En el juego encarnas a uno de los hermanos Buster. Se trata de un joven explorador, hermano de otro, que tiene que usar un arma, con diferentes tipos de disparo (solo en Modo Tour) para eliminar gradualmente unas bolas que aparecen por toda la pantalla. Cuando el disparo del jugador impacta contra una bola, dicha burbuja se divide en dos burbujas de menor tamaño. Cuando las burbujas tienen el tamaño mínimo, si vuelven a ser disparadas, desaparecen. Además de las burbujas redondas convencionales, existen un tipo especial de forma hexagonal y que desafían las leyes de la gravedad, ya que su movimiento por la pantalla es debido al choque con los límites de esta. Además de dichas burbujas, en la pantalla también (solo en Modo Tour) hay muros, items u objetos y criaturas que nos ayudarán o entorpecerán en nuestra misión.

## Modos de juego
Hay dos modos seleccionables: Panic Mode y Tour Mode.

### Modo Panic
En este modo,  destinado a profesionales según el propio juego, el jugador intentará durar lo máximo posible en su lucha contra la constante caída de burbujas del techo que no se detiene. El tipo de disparo por defecto es el doble arpón, no pudiendo ser cambiado por otro en este modo. Cada vez que se impacta en una bola, la barra situada en la parte inferior de la pantalla se rellena un poco. Cada vez que rellenamos la barra actual, se sube de nivel. Cuantas más bolas son explotadas, las bolas restantes y que quedan por llegar se moverán más rápido. Cuando hay muchas bolas en la pantalla sonará la música Panic y dejará de sonar cuando se hayan eliminado bolas suficientes.
Hay un tipo especial de burbuja que aparece aproximadamente cada 10/15 niveles. Cada vez que bota dicha burbuja cambia; puede ser verde con un reloj en su interior (si la explotamos, ofrecerá hasta 7 s de paralización de todas las bolas) o naranja con una estrella (al dispararla, despejará la pantalla de juego de bolas, contando todas las explosiones para el medidor) Si la disparamos cuando es estrella, desaparecerán todas las bolas de la pantalla y si la disparamos cuando es reloj, las bolas se quedarán congeladas durante 9 s.
Cada 10 / 15 niveles la imagen de fondo cambiará. Este modo tiene lugar durante las siguientes fases, todas ellas de día:
- Caribe
- Brasil
- Ruinas de los Toltecas (Aquí en el juego se le llama Maya, pero hay que hacer una aclaración con respecto a las civilizaciones de México)
- Salvaje Oeste
- Canadá
- Londres
- Francia
- España
- Alemania
- Estambul

En esta última se queda desde el nivel 60 hasta el 99, nivel necesario para completar este modo.
Además de eso, hay que llenar la barra inferior y acabar con todas las bolas. El mensaje final después de los créditos es "Challenge to the Tour Mode!"
A diferencia del Tour Mode tan solo encontraremos bolas, no habrá ni muros, ni items, ni criaturas.

### Modo Tour
En este modo, dedicado a los principiantes según el propio juego, iremos avanzando de nivel en nivel (un total de 40) por países de todo el mundo. Consiste en limpiar cada nivel o fase totalmente de las burbujas antes de que el tiempo se acabe, sin que ninguna burbuja entre en contacto con nosotros; si esto ocurre, perderemos una vida. Tenemos un tiempo diferente para cada fase. Cada nivel es una ciudad y jugaremos en 3 fases del día diferentes sobre la misma ciudad: Durante la mañana (con burbujas rojas), la tarde (con burbujas azules) y la noche (con burbujas verdes). El primer continente es Asia y comprende 13 pantallas:
- Hong Kong (solo de noche)
- Isla de Java
- Silk-Road o Ruta de la seda
- Himalayas
- Estambul

El segundo continente es Europa con 14 panatllas y parada en:
- Alemania
- Venecia (solo tarde y noche)
- España
- Francia
- Inglaterra (hielo parcial en la tarde)

El tercer y último continente es América con 12 pantallas + pantalla final:
- Canadá
- El Salvaje Oeste (hielo total en la noche)
- Las Ruinas de los Mayas (solo día y tarde)
- Brasil
- Caribe (solo día y tarde)

El diseño de los niveles consiste en una imagen de fondo (del lugar en el que estamos y que varían en tonos según el momento del día), normalmente con algunos muros (algunos de ellos rompibles y en los que se pueden encontrar items u objetos), escaleras y hielo (solo en 2 fases).

#### Los objetos
Los objetos o items se esconden en aquellos muros rompibles (de cristal) o caen simplemente al estallar una burbuja. Podremos encontrar:
- Disparos

Arpón doble: permite que se disparen dos arpones simultáneos, en lugar del simple de un solo arpón con el que se empieza cada fase.
Gancho del Poder: una vez impacta con un techo, permanecerá por unos instantes enganchado formando una especie de barrera.
Metralleta: permite disparar hasta 4 disparos, muy rápidos, de una misma vez de manera que se haga en ráfagas. Su inconveniente es que no puede romper muros que sean propensos a poder hacerlo.
- Reloj: paraliza las burbujas de la pantalla por 2, 4, 6 o 8 s
- Reloj de arena: ralentiza por un momento la velocidad a la que las burbujas se mueven.
- Dinamita: explota todas las burbujas hasta su tamaño mínimo.
- Barrera Protectora: sirve como campo de protección. Nos protegerá del impacto de una bola. Si eso llegará a ocurrir, el escudo se rompería y el muñeco parpadearía durante unos segundos en los que no moriría si toca las bolas; después si. Aparecerá rodeando al muñeco del mismo color que nuestro jugador (J1: Azul / J2: Rojo)
- Vidas: durante el juego, en distintos niveles e incluso bolas, se esconden vidas que sirven para aumentar la duración del juego y los intentos en caso de que una bola nos toque.
- Frutas: proporcionan puntos extra para el jugador. Si se espera a que lleguen al suelo, darán más puntos que si son disparadas en el aire.
- Estrella: su aparición tiene lugar muy rara vez. Si la cogemos, todas las bolas de ese nivel desaparecerán y el nivel se dará por completado. Además, recibiremos un Lucky Bonus o "Bonificación por suerte", que nos dará 100.000 puntos.

#### Los enemigos
- Pez globo rojo volador: al ser tocado por esta criatura, seremos envenenados y durante un tiempo, en el que parpadearemos de naranja, no podremos disparar.
- Pájaros voladores: aparecerán en pantalla en ciertos momentos puntuales haciendo un vuelo diferente, pero siempre 5 pájaros en fila, uno detrás de otro. Si también nos tocan, nos dejarán envenenado durante un tiempo como los peces globo rojos.
- Cocodrilos: esta inofensiva criatura, tan solo intentará ayudarte a limpiar las fases comiéndose las bolas. Esto es útil si tu objetivo no es conseguir la mejor puntuación. Además, si son disparados propiciamente, pueden ser lanzado a cualquiera de los dos laterales de la pantalla ocasionando una explosión en la que si alguna burbuja cae, seremos premiados con 5000 puntos por burbuja estallada.

En el nivel 25/40 en Inglaterra es necesario usarlos, debido a que hay bolas imposibles de explotar
Solo para versión Super Nintendo:
- Botas de nieve: evita resbalar en la nieve.

En la versión de Super Nintendo, es posible elegir el nivel de dificultad, pudiendo cambiar entre: Easy (fácil), Normal, Hard (difícil) and Expert (experto). Según la dificultad que elijamos, los diseños de las fases puede cambiar, tendremos diferente número de continues (intentos) y también puede variar la velocidad de las bolas.
- Datos: Q2257053